# Fegatelli
Fegatelli sind eine kulinarische Spezialität der italienischen Küche, wofür kleine Stücke von Schweineleber in Fettnetz gewickelt, abwechselnd mit gleichgroßen Stückchen von Brot und Pancetta aufgespießt, und gebraten oder gegrillt werden. In der toskanischen Küche werden fegatelli mit Fenchelsamen gewürzt und manchmal zusammen mit Parmesan und Brotkrümeln eingewickelt, während in der Region Latium ein Lorbeerblatt miteingewickelt wird.
Fegatelli sollen bereits bei Apicius erwähnt worden sein, der sie erst in Fischsauce marinierte, dann mit einer oenogarum-Soße servierte, (aus Wein und Fischsauce hergestellt).